# Kataoka Shichirō

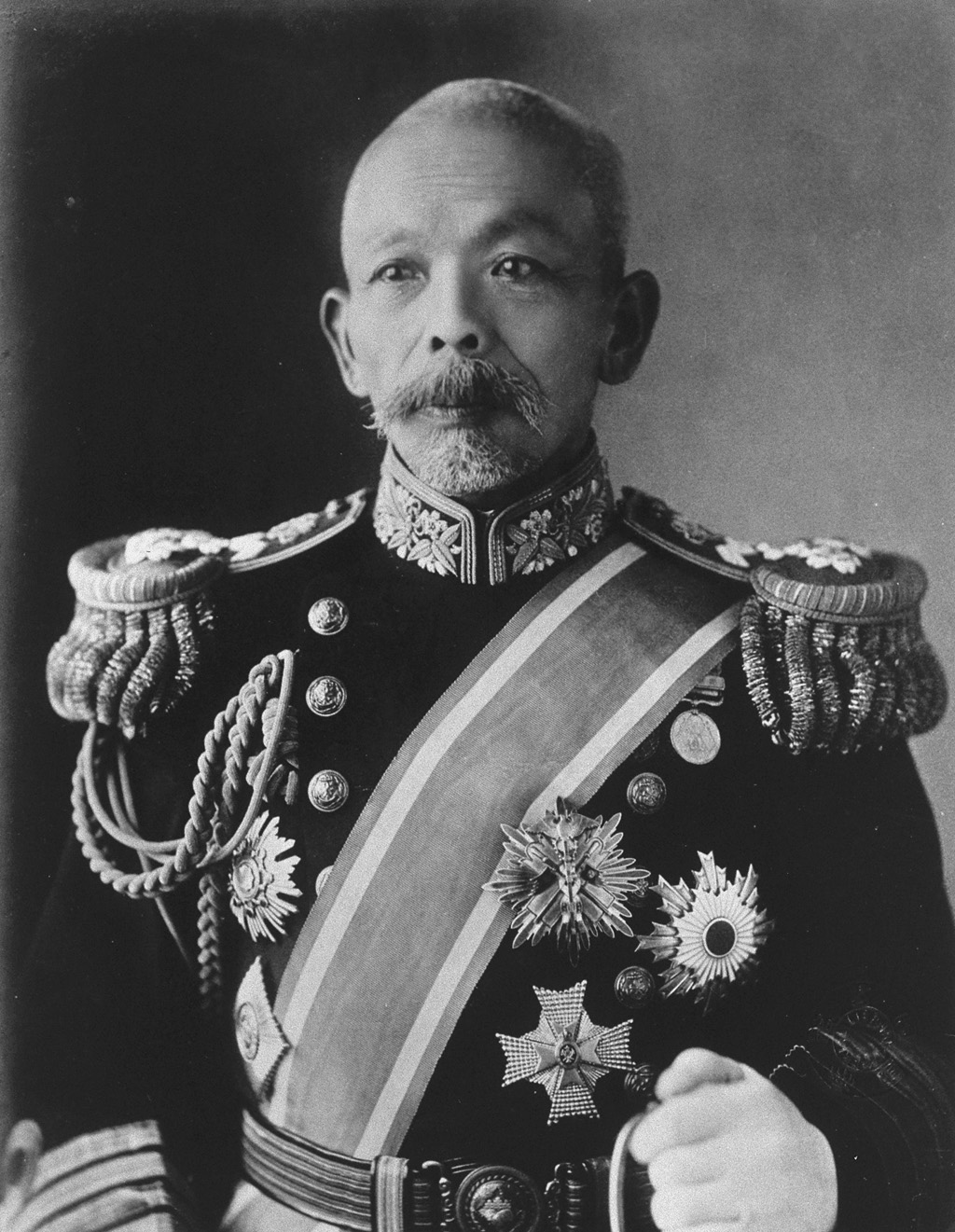
Admiral Kataoka Shichirō

Baron Kataoka Shichirō (jap. 片岡 七郎; * 14. Dezember 1854 in Kagoshima, Satsuma-han; † 11. Januar 1920 in Tokio) war ein japanischer Seeoffizier der Kaiserlichen Marine, der als Admiral zuletzt von 1908 bis 1911 Oberkommandierender des Marinebezirks (Chinju-fu) Maizuru war. 1907 wurde er als Baron (Danshaku) in den Adelsstand (Kazoku) erhoben und gehörte damit bis zu seinem Tod im Jahr 1920 dem Oberhaus (Kizokuin) des Reichstages (Teikoku-gikai) an.

## Leben

### Offiziersausbildung, Seeoffizier und Schiffskommandant

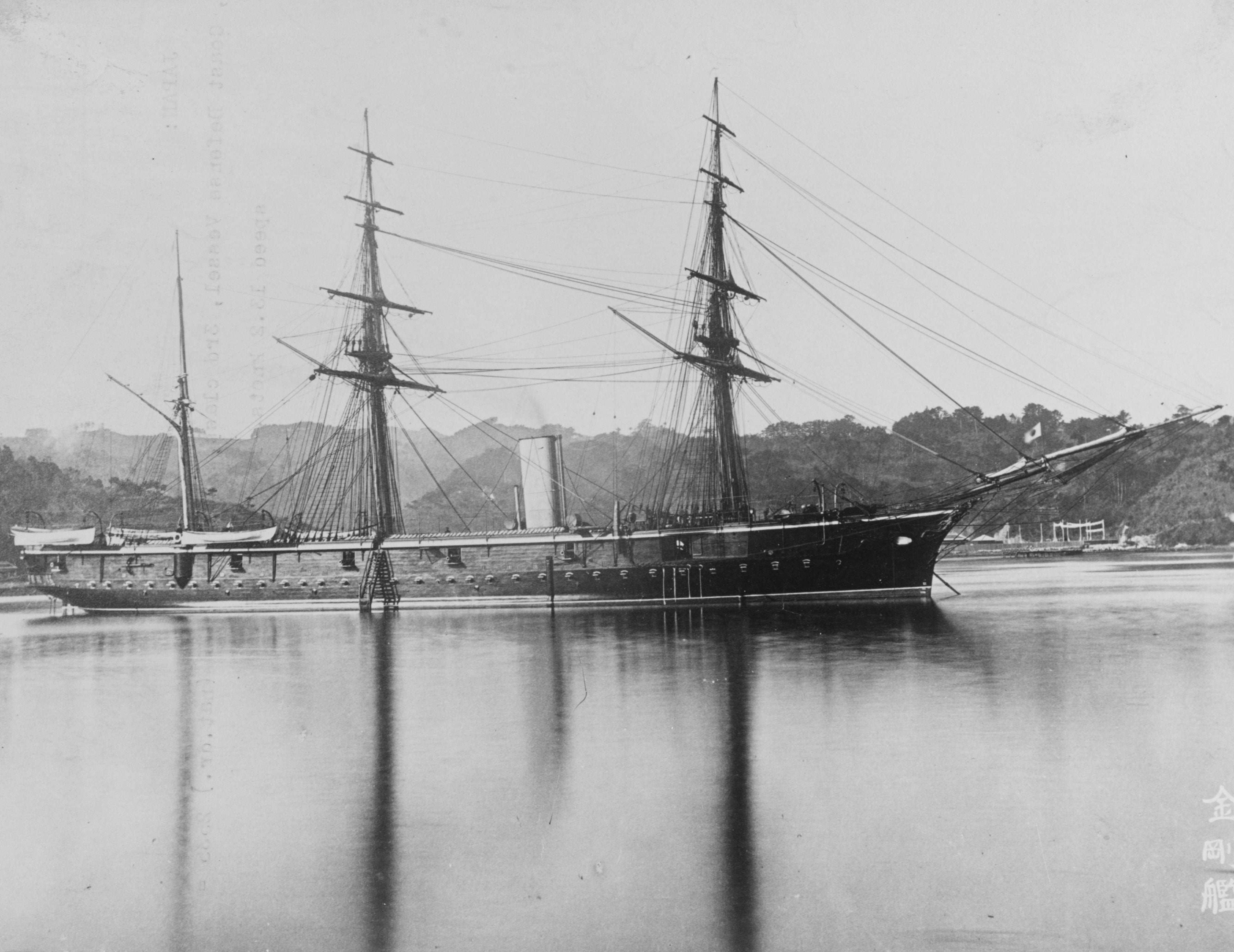
Kapitän zur See Kataoka Shichirō war von 1894 bis 1895 Kommandant der Korvette Kongō.

Kataoka Shichirō, der aus einer Samurai-Familie stammte, trat am 24. September 1871 als Kadett in die Kaiserliche Marineakademie (Kaigun Heigakkō) und gehörte dort zu den Absolventen des dritten Jahrgangs. Im Oktober 1874 wurde er auf die Korvette Tsukuba versetzt. Nach seiner Beförderung zum Midshipman am 6. September 1876 befand er sich bis zum 13. Mai 1878 im Deutschen Kaiserreich zu einem Austausch bei der Kaiserlichen Marine. Während dieser Zeit wurde er am 6. Juni 1877 zum Leutnant zur See befördert. Nach seiner Rückkehr war er zwischen dem 25. Mai 1878 und dem 19. November 1881 Offizier auf dem Panzerschiff Fusō und erhielt dort am 27. Dezember 1878 seine Beförderung zum Oberleutnant zur See. Im Anschluss setzte er vom 19. November 1881 bis zum 29. Oktober 1884 seine Studien an der Kaiserlichen Marineakademie fort und wurde dort am 17. Dezember 1881 zum Kapitänleutnant befördert. Am 29. Oktober kehrte er als Chef-Geschützoffizier auf den Panzerkreuzer Fusō zurück und war anschließend zwischen dem 22. Juni und dem 28. August 1885 Erster Offizier auf der Korvette Amagi, ehe er am 28. August 1885 Erster Offizier auf dem Kanonenboot Tsukushi. Danach war er vom 17. Februar 1886 bis zum 20. Juni 1888 Schießausbilder, Kommandant der Kadettendivision (Buntai-cho), Chefinspektor für Moral sowie stellvertretender Chefausbilder an der Marineakademie.
Während dieser Zeit wurde Kataoka am 4. Juli 1886 zum Korvettenkapitän befördert. Er war von 20. Juni 1888 bis zum 15. Mai 1889 kommissarischer Kommandant der Korvette Tenryū sowie danach Offizier im Stab des Marinebezirks (Chinju-fu) Sasebo. Nach einer darauf folgenden Abordnung in den Generalstab der Marine war er zwischen dem 23. Mai 1890 und dem 16. Juli 1894 Marineattaché an der Kaiserlich Japanischen Botschaft im Deutschen Kaiserreich in Berlin und in dieser Zeit zudem Adjutant von Prinz Hiroyasu Fushimi, Prinz Kikumaro Yamashina und von Prinz Yorihito Higashifushimi. Am 17. September 1890 erfolgte des Weiteren seine Beförderung zum Kapitän zur See. Nach seiner Rückkehr fand er zwischen dem 9. September und dem 17. Dezember 1894 zunächst Verwendung im Generalstab der Marine. Am 17. Dezember 1894 wurde er während des Ersten Japanisch-Chinesischen Krieges Kommandant der Korvette Kongō sowie im Anschluss am 16. Februar 1895 Kommandant des Geschützten Kreuzers Naniwa, mit dem er an der Eroberung der Penghu-Inseln sowie von Taiwan teilnahm. Nach Kriegsende wurde er am 27. Dezember 1895 Kommandant des Geschützten Kreuzers Hashidate sowie zwischen dem 5. November 1896 und dem 27. Dezember 1897 Leiter des Schießausbildungszentrums der Marine (Kaigun Hojutsu Renshujo). Daraufhin fungierte er vom 27. Dezember 1897 bis zum 2. November 1898 als Kommandant des Einheitslinienschiffs Yashima. Daraufhin war er vom 2. November 1898 bis zum 1. Februar 1899 kurzzeitig Chef des Stabes der Bereitschaftsflotte (Jobi Kantai) sowie im Anschluss zwischen dem 1. Februar und dem 17. Juni 1899 Chef der Sektion Personal (Jinji Ka) im Sekretariat des Marineministeriums (Kaigun-shō).

### Aufstieg zum Admiral und Baron
Nach seiner Beförderung zum Konteradmiral am 17. Juni 1899 wurde Kataoka Shichirō Kommandeur der Flottenverbände des Marinedistrikts Kure sowie anschließend am 20. Mai 1900 Chef des Schiffsbüros dieses Marinedistrikts. Im Anschluss fungierte er vom 26. Juli 1902 bis zum 28. Dezember 1903 Kommandant des Wachbezirks (Keibi-fu) Takeshiki auf der Insel Tsushima. In dieser Verwendung erfolgte am 5. September 1903 auch seine Beförderung zum Vizeadmiral. Am 28. Dezember 1903 übernahm er den Posten als Oberkommandierender der 3. Flotte und bekleidete diesen auch während des Russisch-Japanischen Krieges (8. Februar 1904 bis 5. September 1905). Er nahm mit dieser Flotte an der Seeschlacht im Gelben Meer (10. August 1904), der Seeschlacht bei Tsushima (27. Mai bis 28. Mai 1905) sowie an der Besetzung Sachalins (7. Juli bis 31. Juli 1905) teil. Nach Kriegsende wurde er am 20. Dezember 1905 Oberkommandierender der 1. Flotte und verblieb auf diesem Kommando bis zum 22. Dezember 1906. Anschließend fungierte er zwischen dem 22. November 1906 und dem 28. August 1908 als Direktor des Schiffsbaukommandos (Kaigun Kansei Honbu) sowie als Mitglied des Admiralitätsausschusses (Kaigun Shokan Kaigi).
Am 21. September 1907 wurde Kataoka als Baron (Danshaku) in den Adelsstand (Kazoku) erhoben und gehörte damit bis zu seinem Tode am 24. Juli 1932 dem Oberhaus (Kizokuin) des Reichstages (Teikoku-gikai) an. Er löste am 28. August 1908 Admiral Hidaka Sōnojō als Oberkommandierender des Marinebezirks (Chinju-fu) Maizuru ab, der das gesamte Japanische Meer vom Norden von Kyūshū bis zum Westen von Hokkaidō umfasste. Er bekleidete dieses Amt bis zum 18. Januar 1911 und wurde in dieser Verwendung am 1. Dezember 1910 zum Admiral befördert. Nach einer Wartestellung war er vom 1. Dezember 1911 bis zum 26. April 1917 Mitglied des Marinerates. Am 10. Mai 1917 wurde er in die Reserve versetzt und verstarb am 11. Januar 1920.